# 마이단샤르 테러
마이단샤르 테러(영어: Maidan Shar attack)는 2019년 1월 21일 아프가니스탄 바르다크주 마이단샤르에서 일어난 테러 공격이다. 탈레반은 미국과의 휴전 논의가 이루어지는 동안 마이단샤르의 군사복합시설을 공격해 100명이 넘는 사망자를 냈다.
테러 공격은 폭탄을 실은 자동차가 군사복합시설로 돌진하며 시작됐고, 이어 두 명의 테러범이 폭탄을 터뜨리고 총을 쐈다. 이번 테러 공격으로 탈레반은 190명 이상이 죽었다고 주장한 반면, 아프가니스탄의 정보기관인 국가 안보국(NDS)은 36명이 죽었다고 발표했다.

## 공격
테러범들은 마이단샤르에 있는 국가 안보국의 훈련장에 폭탄을 실은 자동차로 군사 검문소를 넘어 돌진했다. 폭발이 일어나고 두 명에서 다섯 명 사이의 탈레반 테러범들이 시설 안으로 들어가 사망하기 전까지 군인들을 향해 총을 쐈다. 아프가니스탄 국방부 관계자의 말에 따르면 탈레반 테러범들은 이번 공격을 위해 아프가니스탄 국군으로부터 빼앗은 험비를 이용했다. 이번 공격은 탈레반 대표단이 평화 논의를 위해 카타르에서 미국 특사 잘마이 할리자드를 만난 날에 벌어졌다. 바르다크주 의회의 의원 샤리프 호타크는 폭발이 몹시 셌으며 모든 건물이 무너져 내렸다고 말했다.

## 피해
현지 관계자들은 군인들과 국가 안보국 인원들의 피해 상황과 관련된 공식 확인을 하지 않았다고 말했으며, 사기가 낮아질 것을 우려해 언론기관과 피해 수치와 관련해서 이야기를 하지 않을 것이라고 말했다. 국가 안보국의 발표에 따르면 36명이 죽고 58명이 다쳤다. 바르다크주 의회 부의장 모하마드 사르다르 바흐야리는 군사 기지에서 적어도 65명이 죽었다고 말했다. 일각에서는 100명 이상의 국가 안보국 인원들이 죽었다고 주장했다.
바르다크주 의회의 의원 샤리프 호타크는 병원에서 35구의 아프가니스탄 군인 시신을 보았으며 아프가니스탄 정부가 피해자들을 숨기고 있다고 주장했다. 바르다크주 의회의 의원 하와닌 술타니는 이번 공격으로 70명이 넘는 사람들이 다쳤다고 말했다.
탈레반의 대변인 자비울라 무자히드는 이번 공격으로 190명이 죽었다고 주장했다.

## 반응
아프가니스탄 대통령실은 성명을 발표하고 테러범들은 국가의 적이라고 언급하며 여러 명의 귀하고 올곧은 아들들을 죽고 다치게 만들었다고 말했다.
- 미국: 주아프가니스탄 미국 대사관은 이번 공격을 규탄하고 미국은 평화로운 미래와 폭력의 중단을 추구하는 아프가니스탄의 국민들을 지지할 것이라고 밝혔다.[11]
- 이란: 이란 외무부 대변인 바흐람 가세미는 피해자의 가족들에게 연민을 느낀다고 밝혔다.[12]
- 튀르키예: 터키의 대통령 레제프 타이이프 에르도안은 이번 공격을 비난하고 아프가니스탄의 대통령 아슈라프 가니에게 애도를 표한다고 밝혔다.[7]
- 파키스탄: 파키스탄의 총리 임란 칸은 공격으로 피해를 받은 가족들에게 애도를 표한다고 밝혔다.[13]